# Список святых, канонизированных папой римским Иоанном XXIII
Список святых, канонизированных римским папой Иоанном XXIII во время его понтификата с 1958 по 1963 год.